# Fernseea
Genre
Classification phylogénétique
Fernseea est un genre de plantes de la famille des Bromeliaceae.

## Espèces
- Fernseea bocainensis E. Pereira & Moutinho
- Fernseea itatiaiae (Wawra) Baker